# Guinotellus
Guinotellus is een geslacht van kreeftachtigen uit de klasse van de Malacostraca (hogere kreeftachtigen).

## Soort
- Guinotellus melvillensis Serène, 1971